# دهستان دشت کنار
دهستان دشت کنار یکی از دهستان‌های شهرستان سیمرغ در استان مازندران ایران است که در بخش مرکزی شهرستان سیمرغ قرار دارد.

## جمعیت
براساس سرشماری مرکز آمار ایران در سال ۱۳۹۵، جمعیت دهستان دشت کنار ۲۱۰۷ نفر (در ۷۴۹ خانوار) بوده‌است.